# Johan Vikander
Johan Edvard Vikander (ur. 27 marca 1885, zm. 1 stycznia 1929) – fiński łyżwiarz szybki, złoty medalista mistrzostw Europy.

## Kariera
Największy sukces w karierze Johan Vikander osiągnął w 1905 roku, kiedy zwyciężył podczas mistrzostw Europy w Sztokholmie. W poszczególnych biegach był najlepszy na 500 i 1500 m, drugi na 10 000 m oraz trzeci na dystansie 10 000 m. Wyprzedził bezpośrednio dwóch swoich rodaków: Waldemara Ylandera oraz Franza Wathéna. Był to jedyny medal wywalczony przez niego na międzynarodowej imprezie tej rangi. Ponadto zarówno na wielobojowych mistrzostwach świata w Helsinkach w 1906 roku jak i rozgrywanych dwa lata później mistrzostwach świata w Davos Vikander wygrywał biegi na 500 m. W obu przypadkach nie brał jednak udziału w biegach finałowych na 10 000 m. 